# Campsidium
Campsidium, monotipski biljni rod iz porodice katalpovki smješten u tribus Tecomeae. Jedina je vrsta C. valdivianum, južnoamerička lijana sa juga Čilea i Argentine

## Opis
Opisan je u Bonplandia 10: 147. 1862.. To je drvenasta zimzelena penjačica koja može doseći dužinu od 15 metara, a javlja se na visinama od 500 do 2000 metara u unutarnjim dolinama i na obalnim planinama Čilea. Grozdovi tamnoružičastih cjevastih cvjetova nalaze se u pazušcima zimzelenih listova rasta iz prethodne godine. Perasti listovi obično se sastoje od pet pari s jednim na vrhu. Središnja žila je istaknuta i udubljena na gornjoj površini dajući preciznu podjelu na dvije polovice.

## Sinonimi
- Campsidium chilense Reissek & Seem.; Bonplandia (Hannover) 10: 147 (1862)
- Gelseminum valdivianum (Phil.) Kuntze; Revis. Gen. Pl. 2: 480 (1891)
- Tecoma chilensis (Reissek & Seem.) N.E.Br.; Suppl. Johnson´s Gard. Dict.: 1013 (1882)
- Tecoma mirabilis Van Houtte; Fl. des Serres 20: 149 (1874)
- Tecoma valdiviana Phil.; Linnaea 29: 14 (1857 publ. 1858)